# Vincent Gallagher
Vincent Joseph Gallagher, Jr., ameriški veslač, * 30. april 1899, † 27. junij 1983.
Gallagher je za ZDA nastopil na Poletnih olimpijskih igrah 1920 v Antwerpnu, kjer je v osmercem osvojil zlato medaljo.